# Medalla del Congreso de los Diputados
Las Medalla del Congreso de los Diputados es una distinción civil de carácter honorífico y vitalicio concedida por el Congreso de los Diputados de España en reconocimiento a aquellas personas, físicas o jurídicas, públicas o privadas, vinculadas a la Cámara o que hubieran realizado actividades relevantes al servicio de la misma o de los valores y principios del parlamentarismo.

## Requisitos
La Medalla del Congreso de los Diputados podrá concederse a personas físicas o jurídicas, públicas o privadas, de nacionalidad española o extranjera. En este último caso, se requerirá el informe del Representante de España en el Estado cuya nacionalidad ostente la persona a condecorar. En todo caso, la concesión se ajustará a los usos del protocolo en las Relaciones Internacionales. También podrá concederse a título póstumo.

## Presidentes del Congreso
La medalla se destina expresamente a distinguir a aquellas personas que han ostentado el cargo de Presidente del Congreso de los Diputados. En concreto, el artículo 3 del reglamento que regula la distinción establece que la Mesa del Congreso concederá en su primera sesión la Medalla a la Presidencia saliente.
Para cumplir con este objetivo, el 22 de junio de 2023 se concedió, en un acto presidido por el rey Felipe VI, la distinción a los expresidentes de la actual democracia, tanto a los que se encontraban con vida como a los fallecidos, a título póstumo.

## Descripción
La Medalla consiste en un disco de esmalte de 30 mm de diámetro en cuyo anverso figurará el escudo histórico del Congreso de los Diputados y la inscripción «Medalla. Congreso de los Diputados». La Medalla penderá de una cinta al modo de Encomienda, dividida en tres partes con los colores de la bandera de España. Dispondrá de un alfiler para poder llevarla prendida en una prenda de vestir.